# San Silvestre de Guzmán
San Silvestre de Guzmán er en by og kommune i det sydvestlige Spanien i provinsen Huelva. Den har et indbyggertal på 644 (2024) indbyggere.
Kommunen ligger på grænsen til Portugal.